# Pino Ferrara
Pino Ferrara (eigentlich Giuseppe Ferrara, * 11. März 1929 in Padua; † 8. August 2011 in Rom) war ein italienischer Schauspieler und Synchronsprecher.

## Leben
Ferrara begann seine schauspielerische Karriere bei verschiedenen Theatergruppen; so auch bei der um Peppino De Filippo. Seit 1952 wurde er auch immer wieder für Film- und Fernsehrollen engagiert. In der Serie Un medico in famiglia spielte er eine mehrere Staffeln wiederkehrende Rolle. An der römischen Schauspielakademie (L'Accademia Internazionale dell'Attore) gab Ferrara Unterricht.
Daneben war er auch als Synchronsprecher tätig.

## Filmografie (Auswahl)
- 1952: Il bandolero stanco
- 1967: Bang Bang Kid
- 1972: Pinocchio (Le avventure di Pinocchio) (Fernseh-Miniserie)
- 1973: Die ehrenwerte Familie (L’onorata famiglia, uccidere è cosa nostra)
- 1973: Fäuste – Bohnen und… Karate! (Storia di karatè, pugni e fagioli)
- 1973: Vier Fäuste schlagen wieder zu (Carambola)
- 1974: Vier Fäuste und ein heißer Ofen (Carambola filotto… tutti in buca)
- 1976: Camorra – Ein Bulle räumt auf (Napoli violenta)
- 2006: Don Matteo (Fernsehserie, 1 Episode)